# Gouvernement Starmer
Royaume-Uni
Sunak 
Le gouvernement Starmer (en anglais : Starmer ministry) est le gouvernement du Royaume-Uni de Grande-Bretagne et d'Irlande du Nord, sous la 59e législature de la Chambre des communes.
Il est dirigé par le travailliste Keir Starmer et formé après les élections générales anticipées du 4 juillet 2024. Il se compose de 21 secrétaires d'État, dont une porte le titre de vice-Première ministre.
Majoritaire à la Chambre des communes, il est constitué du seul Parti travailliste.
Il succède au gouvernement du conservateur Rishi Sunak.

## Historique du mandat
Ce gouvernement est dirigé par le nouveau Premier ministre, Keir Starmer. Il est constitué et soutenu par le Parti travailliste, qui dispose seul de 412 députés sur 650, soit 63,4 % des sièges de la Chambre des communes.
Il est formé à la suite des élections générales du 4 juillet 2024.
Il succède donc au gouvernement de Rishi Sunak, constitué et soutenu par le seul Parti conservateur.

### Formation
Le Premier ministre Rishi Sunak annonce le 22 mai 2024 avoir obtenu du roi Charles III la dissolution de la Chambre des communes et la convocation des élections générales pour le 4 juillet suivant.
Lors du scrutin, le Parti travailliste remporte une victoire écrasante avec plus de 410 députés après quatorze ans dans l'opposition et cinq ans après sa plus grave défaite depuis 1935, sécurisant la majorité absolue des sièges dès les premières heures du dépouillement et reconstituant notamment ses bastions du « mur rouge » des Midlands. Le Parti conservateur, qui perd plus de 200 parlementaires, subit une déroute historique et son pire résultat depuis le début du XXe siècle.
Dès le lendemain des élections, le 5 juillet, alors que la proclamation des résultats n'a pas encore eu lieu dans l'ensemble des circonscriptions, Rishi Sunak remet sa démission à Charles III. Quelques heures plus tard, Keir Starmer rencontre le monarque, qui le nomme Premier ministre. Dans la foulée de sa prise de fonction, le chef de l'exécutif annonce la composition du nouveau gouvernement britannique. Il compte parmi ses membres un nombre inhabituel de secrétaires d'État d'extraction modeste ayant fréquenté l'enseignement public, à l'image de la vice-Première ministre Angela Rayner, du secrétaire d'État aux Affaires étrangères David Lammy, de la secrétaire d'État à l'Éducation Bridget Phillipson ou du secrétaire d'État à la Santé Wes Streeting.

## Composition
| Fonction                                                                                           | Titulaire | Titulaire | Titulaire                          | Parti        |
| -------------------------------------------------------------------------------------------------- | --------- | --------- | ---------------------------------- | ------------ |
| Premier ministre Premier lord du Trésor Ministre de la Fonction publique Ministre pour l'Union     |           |           | Keir Starmer                       | Travailliste |
| Vice-Première ministre Secrétaire d'État au Logement, aux Communautés et aux Collectivités locales |           |           | Angela Rayner                      | Travailliste |
| Chancelière de l'Échiquier Second lord du Trésor                                                   |           |           | Rachel Reeves                      | Travailliste |
| Secrétaire d'État aux Affaires étrangères, du Commonwealth et du Développement                     |           |           | David Lammy                        | Travailliste |
| Secrétaire d'État à l'Intérieur                                                                    |           |           | Yvette Cooper                      | Travailliste |
| Secrétaire d'État à la Défense                                                                     |           |           | John Healey                        | Travailliste |
| Secrétaire d'État à la Justice Lord grand chancelier                                               |           |           | Shabana Mahmood                    | Travailliste |
| Chancelier du duché de Lancastre                                                                   |           |           | Pat McFadden                       | Travailliste |
| Secrétaire d'État à la Santé et à la Protection sociale                                            |           |           | Wes Streeting                      | Travailliste |
| Leader de la Chambre des communes Lord président du Conseil                                        |           |           | Lucy Powell                        | Travailliste |
| Leader de la Chambre des lords Lord du Sceau privé                                                 |           |           | Angela Smith                       | Travailliste |
| Secrétaire d'État à l'Environnement, à l'Alimentation et aux Affaires rurales                      |           |           | Steve Reed                         | Travailliste |
| Secrétaire d'État à la Sécurité énergétique et à la Neutralité carbone                             |           |           | Ed Miliband                        | Travailliste |
| Secrétaire d'État aux Affaires et au Commerce Président de la Commission du commerce               |           |           | Jonathan Reynolds                  | Travailliste |
| Secrétaire d'État au Travail et aux Retraites                                                      |           |           | Liz Kendall                        | Travailliste |
| Secrétaire d'État à l'Éducation                                                                    |           |           | Bridget Phillipson                 | Travailliste |
| Secrétaire d'État aux Transports                                                                   |           |           | Louise Haigh (jusqu'au 29/11/2024) | Travailliste |
| Secrétaire d'État aux Transports                                                                   |           |           | Heidi Alexander                    | Travailliste |
| Secrétaire d'État à la Culture, aux Médias et aux Sports                                           |           |           | Lisa Nandy                         | Travailliste |
| Secrétaire d'État pour l'Irlande du Nord                                                           |           |           | Hilary Benn                        | Travailliste |
| Secrétaire d'État pour l'Écosse                                                                    |           |           | Ian Murray                         | Travailliste |
| Secrétaire d'État pour le Pays de Galles                                                           |           |           | Jo Stevens                         | Travailliste |
| Secrétaire d'État à la Science, à l'Innovation et à la Technologie                                 |           |           | Peter Kyle                         | Travailliste |
| Participant aux réunions du cabinet                                                                |           |           |                                    |              |
| Whip en chef Secrétaire parlementaire du Trésor                                                    |           |           | Alan Campbell                      | Travailliste |
| Secrétaire en chef du Trésor                                                                       |           |           | Darren Jones                       | Travailliste |
| Procureur général pour l’Angleterre et le Pays de Galles Avocat général pour l'Irlande du Nord     |           |           | Richard Hermer                     | Travailliste |
| Ministre d'État au Développement Ministre d'État aux Femmes et aux Egalités                        |           |           | Anneliese Dodds                    | Travailliste |